# Festivalul de Film de la Gdynia
Festivalul de Film de la Gdynia sau Festivalul de Filme Poloneze Artistice din Gdynia (până în 2011: Festivalul de film polonez, în poloneză: Festiwal Polskich Filmów Fabularnych w Gdyni) este un festival de film anual organizat pentru prima dată la Gdańsk, în prezent desfășurat în Gdynia, Polonia.
A avut loc în fiecare an din 1974, cu excepția anilor 1982 și 1983, când Polonia a fost sub incidența legii marțiale. 
Organizatorii festivalului sunt Ministerul Culturii și Patrimoniului Național al Poloniei, Institutul Polonez de Film (în poloneză: Polski Instytut Sztuki Filmowej, PISF), Asociația Cineaștilor Polonezi, Guvernul Local al Voievodatului Pomerania, precum și orașul port Gdynia. 
Premiul Festivalului de Film Polonez este Grand Prix Leii de Aur (poloneză: Złote Lwy), care este diferit de Vultur (poloneză: Orzeł), acordat la ceremonia Premiilor Filmului Polonez și la Festivalul de Film Polonez de la Seattle (Seattle este oraș înfrățit cu Gdynia). Premiul câștigătorului este de 50.000 de zloți. Premiul este încasat de regizorul de film.
Premiile speciale includ Leii de Platină (Platynowe Lwy) acordate pentru realizările de-a lungul vieții în cinematografie, precum și Premiul Publicului. Până în prezent, Agnieszka Holland este singurul regizor care a obținut Marele Premiu de trei ori (1981, 2012, 2019). 
Juriul competiției din 2008 a fost prezidat de Robert Gliński, un regizor care a câștigat anterior Premiul Leii de Aur în cadrul festivalului.

## Câștigătorii din trecut ai festivalului
Premiul Leii de Aur nu a fost acordat în șase ocazii: în 1976, când patru filme au fost în schimb premiate cu Premii Principale (în poloneză: Nagroda Główna); în 1982 și 1983, când festivalul nu a avut loc datorită impunerii legii marțiale în Polonia; în 1989, 1991 și în 1996. Jerzy Hoffman este primul câștigător, în 1974, al Premiului Leii de Aur. Agnieszka Holland este singurul regizor care a obținut Marele Premiu de trei ori (1981, 2012, 2019). Andrzej Wajda a primit tot de trei ori, dar în 1976 nu s-a acordat Marele Premiu, în schimb s-au acordat trei Premii Principale pentru Wajda, Jan Łomnicki și Marek Piwowski. Ultimul film câștigător al festivalului este Domnul Jones (regizat de Agnieszka Holland), în 2019.
- 1974: Jerzy Hoffman - Potop (Potopul)
- 1975: Andrzej Wajda - Ziemia obiecana (Pământul făgăduinței), Jerzy Antczak - Noce i dnie (Nopți și zile)
- 1976: Niciun premiu (Premii principale: Jan Łomnicki - Ocalić miasto (Salvați orașul), Marek Piwowski - Przepraszam, czy tu biją ?, Andrzej Wajda - Smuga cienia (Conul de umbră), Mieczysław Waśkowski - Hazardziści (Cartoforii)
- 1977: Krzysztof Zanussi - Barwy ochronne (Camuflaj)
- 1978: Stanisław Różewicz - Pasja, Andrzej Wajda - Bez znieczulenia (Fără anestezie)
- 1979: Krzysztof Kieślowski - Amator  (Amatorul)
- 1980: Kazimierz Kutz - Paciorki jednego różańca (Mărgelele unui rozariu)
- 1981: Agnieszka Holland - Gorączka (Febra)
- 1982: Nu s-a acordat din cauza legii marțiale
- 1983: Nu s-a acordat din cauza legii marțiale
- 1984: Jerzy Kawalerowicz - Austeria
- 1985: Stanisław Różewicz - Kobieta w kapeluszu (Femeia cu pălărie)
- 1986: Witold Leszczyński - Siekierezada
- 1987: Janusz Zaorski - Matka Królów (Mama Regilor)
- 1988: Krzysztof Kieślowski - Krótki film o miłości (Un scurt film despre iubire), precum și Krótki film o zabijaniu (Un scurt film despre omor)
- 1989: Nu s-a acordat
- 1990: Wojciech Marczewski - Ucieczka z kina „Wolność” (Evadarea din cinematograful „Liberty”)
- 1991: Nu s-a acordat
- 1992: Robert Gliński - Wszystko, co najważniejsze
- 1993: Radosław Piwowarski - Kolejność uczuć, Grzegorz Królikiewicz - Przypadek Pekosińskiego
- 1994: Kazimierz Kutz - Zawrócony
- 1995: Juliusz Machulski Ghid pentru fete
- 1996: Fără premiu
- 1997: Jerzy Stuhr - Historie miłosne (Povești de dragoste)
- 1998: Jan Jakub Kolski - Historia kina w Popielawach (Istoria cinematografiei din Popielawy)
- 1999: Krzysztof Krauze - Dług (Datoria)
- 2000: Krzysztof Zanussi - Życie jako śmiertelna choroba przenoszona drogą płciową (Viața ca boală cu transmitere sexuală fatală)
- 2001: Robert Gliński - Cześć Tereska (Bună, Tereska)
- 2002: Marek Koterski - Dzień świra
- 2003: Dariusz Gajewski - Warszawa (Varșovia)
- 2004: Magdalena Piekorz - Pręgi (Crestături)
- 2005: Feliks Falk - Komornik (Colecționarul)
- 2006: Krzysztof Krauze - Plac Zbawiciela (Piața Mântuitorului)
- 2007: Andrzej Jakimowski - Sztuczki (Șmecherii)
- 2008: Waldemar Krzystek - Mała Moskwa (Mica Moscovă)
- 2009: Borys Lankosz - Rewers
- 2010: Jan Kidawa-Błoński - Różyczka Little Rose)
- 2011: Jerzy Skolimowski - Essential Killing
- 2012: Agnieszka Holland - W ciemności (În beznă)
- 2013: Paweł Pawlikowski - Ida
- 2014: Łukasz Palkowski - Bogowie (Zeii)
- 2015: Małgorzata Szumowska - Body / Ciało
- 2016: Jan P. Matuszyński - Ostatnia rodzina (Ultima familie)
- 2017: Piotr Domalewski - Cicha Noc (Silent Night)
- 2018: Paweł Pawlikowski - Zimna wojna (Războiul Rece)
- 2019: Agnieszka Holland - Obywatel Jones (Domnul Jones)[6]

## Galerie

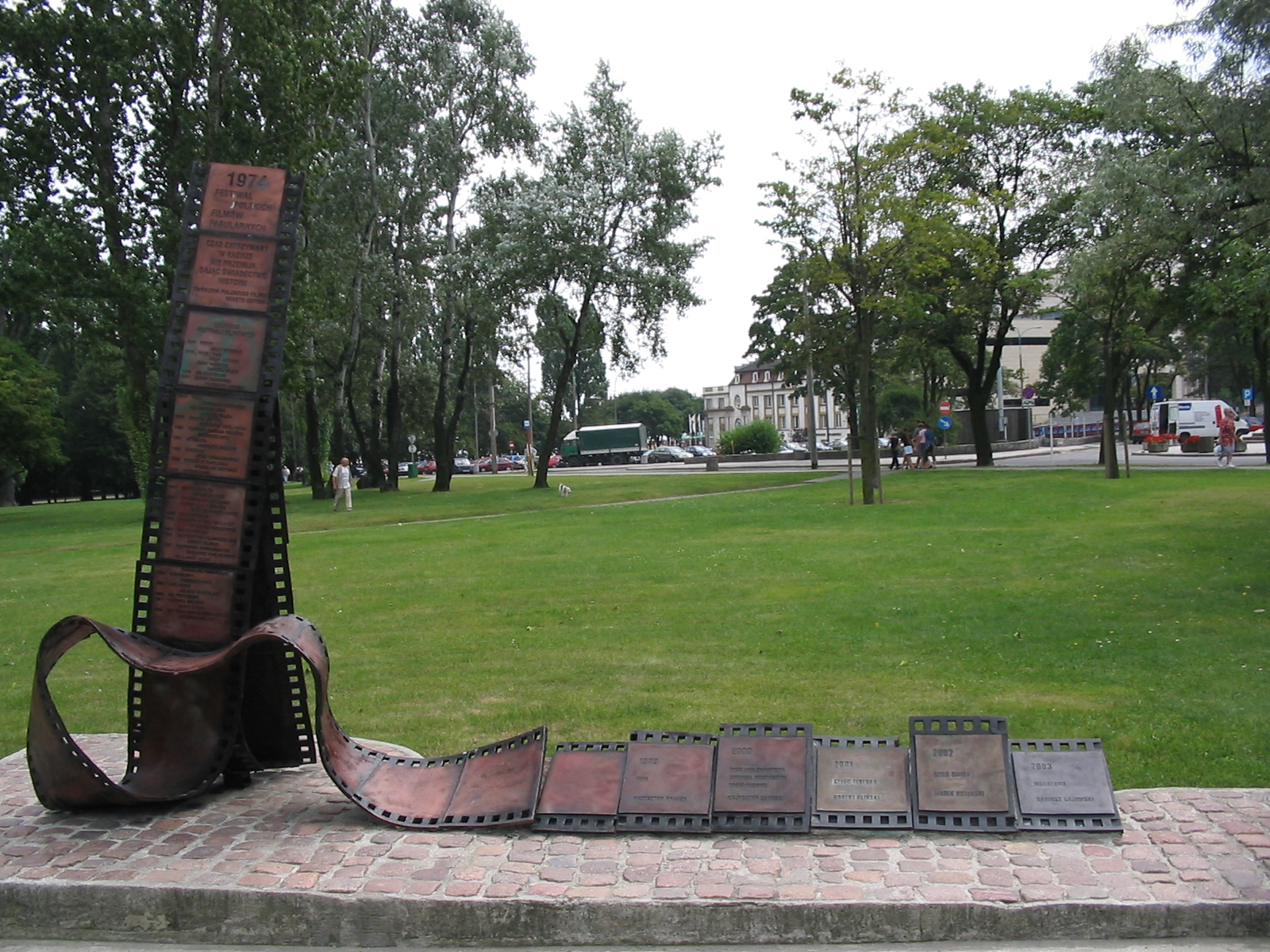
Statuia comemorativă a festivalului din Gdynia
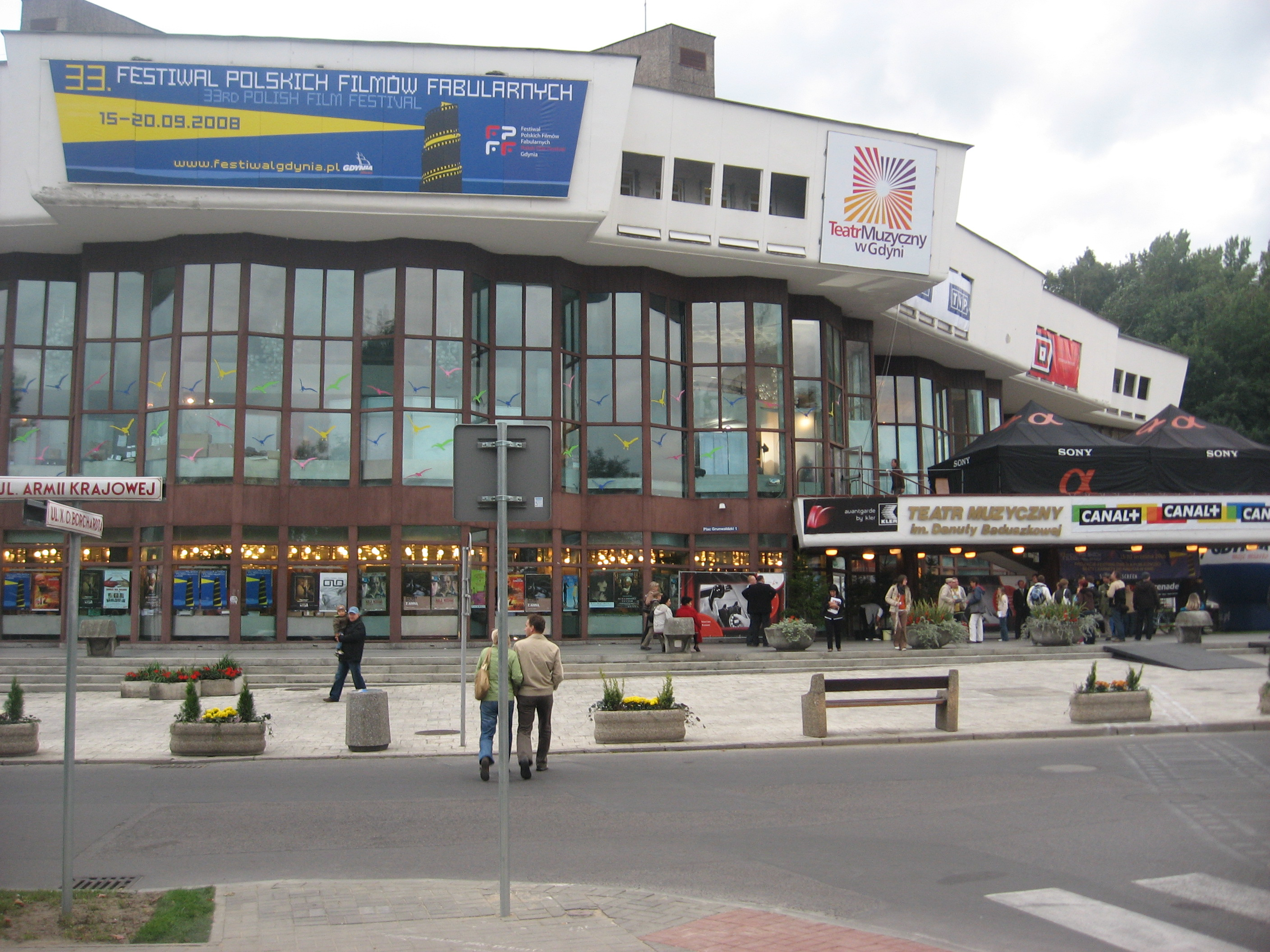
Teatrul de muzică din Gdynia, locul principal al festivalului
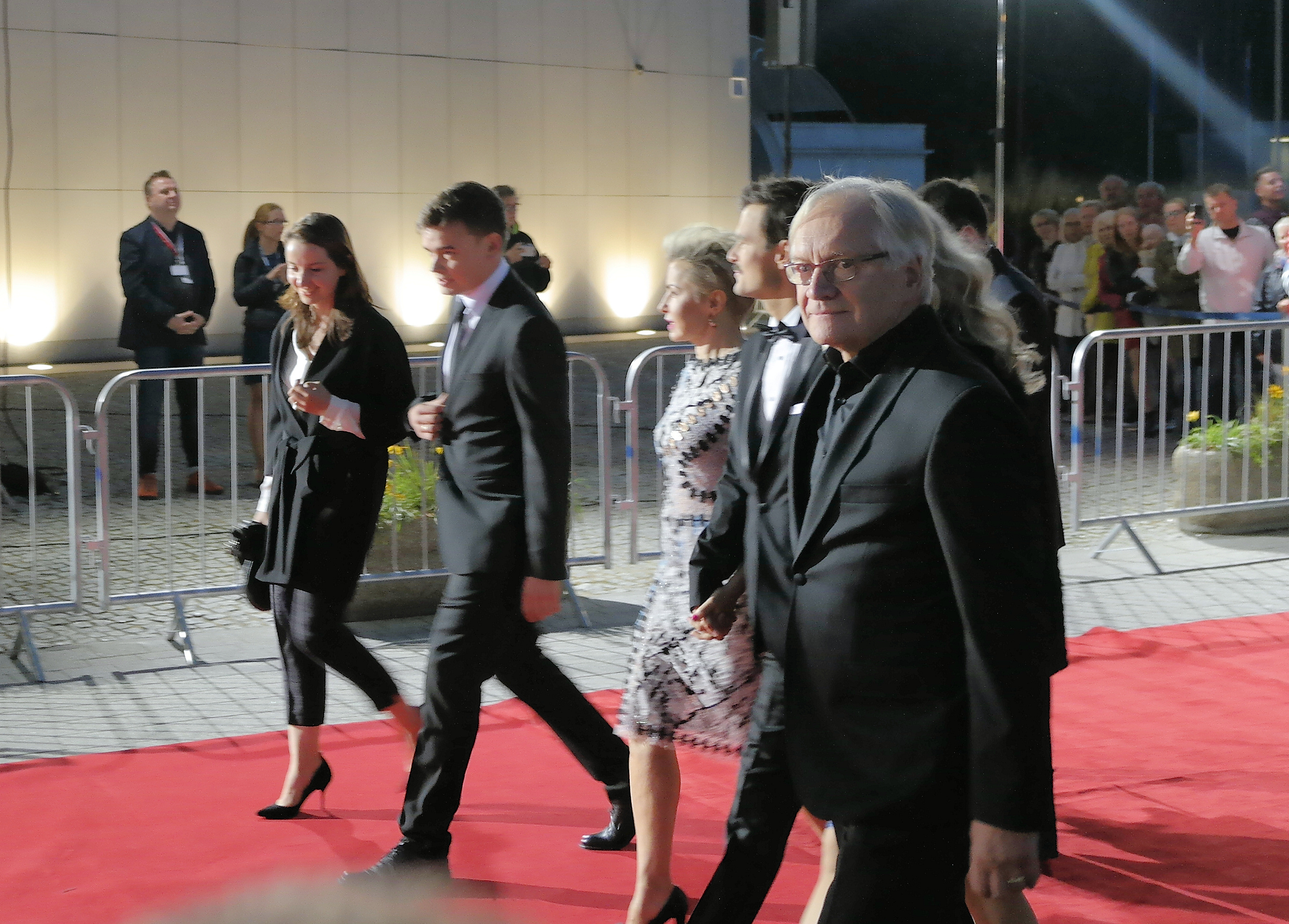
Andrzej Seweryn la Festivalul de Film Gdynia 2016
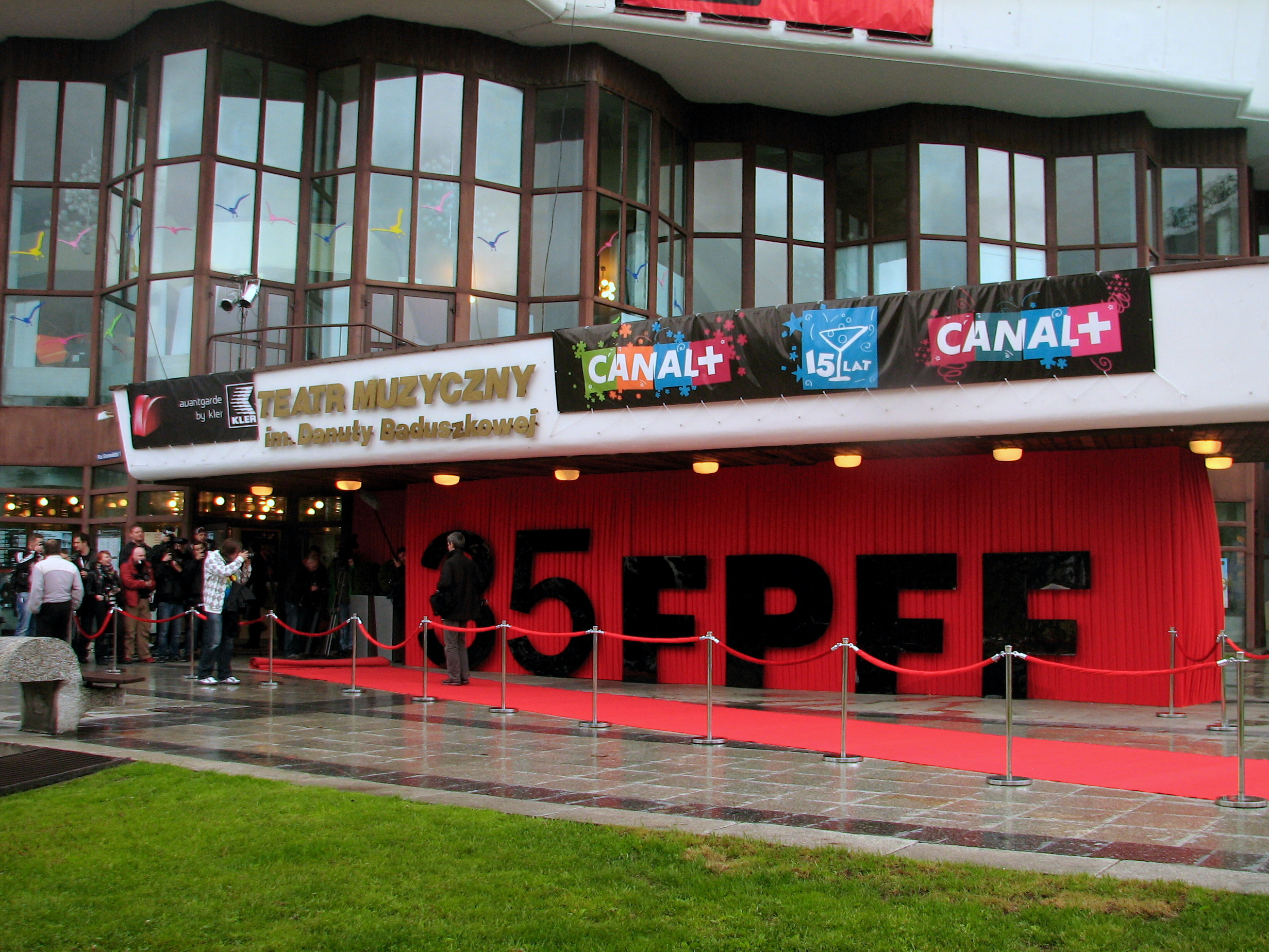
Intrarea principala